# 加茂暁星高等学校
加茂暁星高等学校（かもぎょうせいこうとうがっこう）は、新潟県加茂市にある私立高等学校である。学校法人加茂暁星学園が運営している。

## 概要
本校の創立者は曹洞宗住職である。なお、キリスト教修道会が母体の暁星高等学校と本校は関係ない。学校から徒歩数分の所には寮が設置されている。
校内に設置されている運動部のうち、野球部では部員の約20％が県外の中学校出身の生徒で、完備されている寮に入寮している。
普通科は、近年、国公立大学への現役進学者を継続的に輩出している。また、系列校の新潟経営大学・新潟中央短期大学の系列校選抜は、100%の現役合格(2021年度入試実績)の成果を出している。
看護科は、新潟県内唯一の5年一貫教育の看護師養成課程であり、同県では最短で看護師国家試験受験資格が得られる。国家試験現役合格率は、全国平均以上を保つ。

## 設置されている課程
- 全日制課程
  - 普通科
  - 看護科
  - 看護専攻科

## 沿革
- 1920年 - 大昌寺住職西村大串が農村青年を対象に加茂朝学校を創設、早朝に中等教育相当の授業を行っていた。
- 1926年 - 各種学校に認定、それまでの早朝に加え夜間にも授業が行われるようになる。
- 1937年 - 旧制中学校として認定。
- 1947年10月8日 - 県内に昭和天皇の戦後巡幸。校長が寄宿体制で行っている教育について、天皇に説明する機会を得る[1]。
- 1948年 - 学制改革に伴い、加茂高等学校（定時制普通科）に改称。
- 1949年1月6日 - 加茂暁星高等学校に改称。
- 1962年 - 全日制普通科設置。
- 1967年 - 全日制衛生看護科設置。
- 2020年9月10日 - 創立100周年を迎える。なお、記念式典等の行事は、新型コロナウイルス感染予防のため、延期となった。

## 系列校
- 新潟経営大学
- 新潟中央短期大学

## 交通
- JR加茂駅より北東へ徒歩約25分
- 新潟交通観光バス 「加茂暁星高校」バス停より徒歩すぐ
  - 朝には加茂駅からの直通バスが運行される。

このほか、スクールバスが運行されている。

## 著名な出身者
- 登坂健児（元新潟県燕市長） ※加茂朝中学校卒
- 横山祐太（文筆家）
- 佐藤雅一 (考古学者)